# フリーダム宇宙ステーション
フリーダム宇宙ステーションは、アメリカ航空宇宙局(NASA)が計画していた、地球の衛星軌道上に建設する恒久的な有人宇宙ステーションの名称である。当時のアメリカ合衆国大統領ロナルド・レーガンの承認を受け、1984年の一般教書演説で発表されたが、当初の計画通りには建設されず、数度の削減を経て、計画の一部が国際宇宙ステーションに引き継がれた。
 

## 当初の提案
1980年代初頭、スペースシャトルの完成を受け、NASAは大型で恒久的な有人宇宙ステーションの建設を提唱した。当時のNASA長官であったジェイムズ・ベッグズは、これは宇宙開発の「次の必然的段階」であると言った。いくつかの点で、それはソ連のミール宇宙ステーションに対するアメリカの回答となるはずだった。NASAは、後にフリーダムと呼ばれることになるこの宇宙ステーションに、人工衛星の軌道上修理場、宇宙船の組立場、天文学者の観測所、科学者の微小重力研究所、企業の微小重力工場の機能を求めていた。
レーガンは1984年にフリーダム宇宙ステーションの建設計画を発表し、「我々は、遠い星への夢を追求し、平和と経済と科学の発展のために宇宙に住んで働くことができる」と述べた。

## 設計の変遷

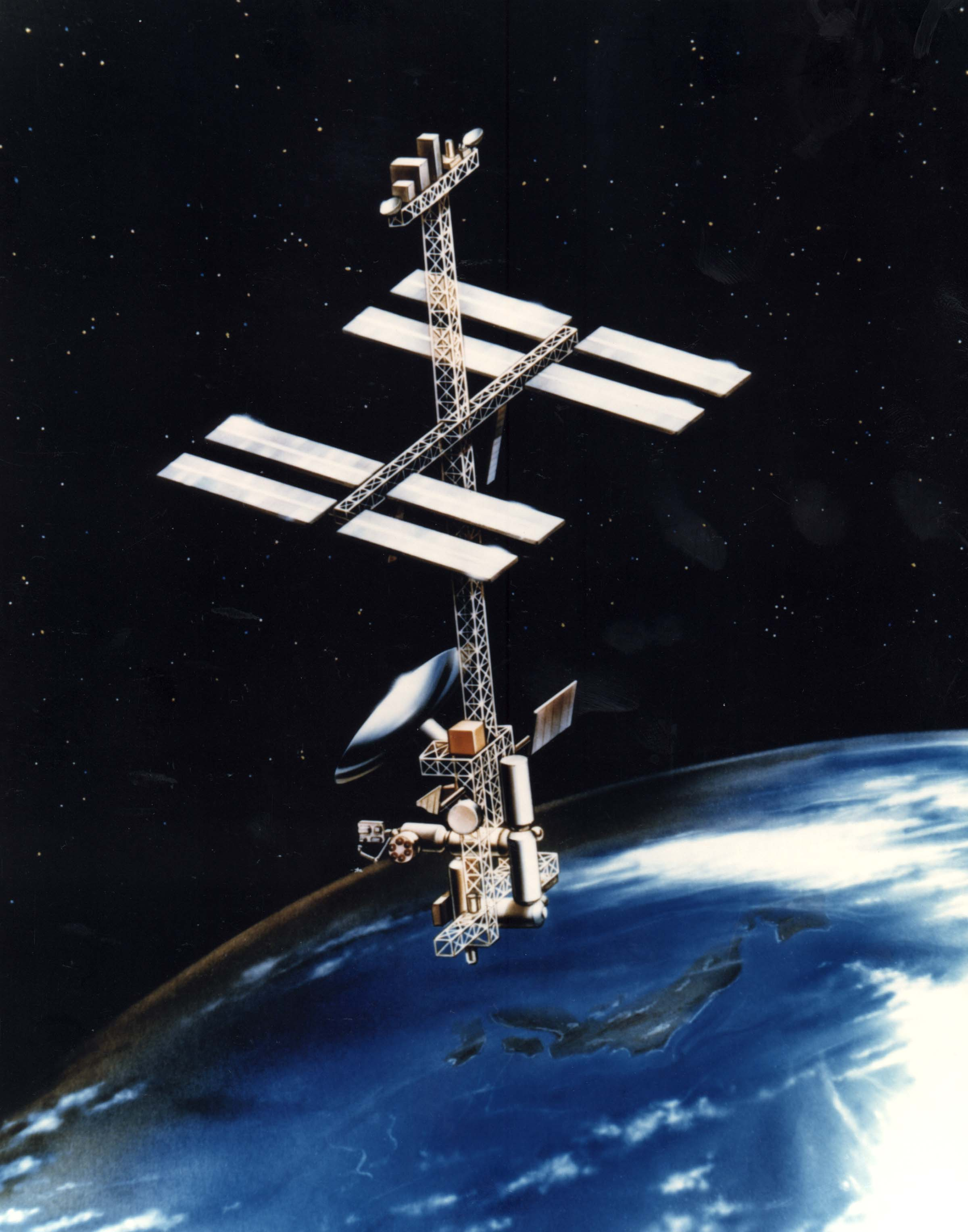
「パワータワー」構想のイラスト

大統領の発表を受けてNASAは、宇宙ステーションが潜在的にどのような利用可能性を持っているか、科学研究と工業利用の両方について、またアメリカ国内だけでなく国外に関しても検討を開始した。これにより数千件もの、可能性のあるミッションと搭載物のデータベースが作成された。地球低軌道で行うミッションだけでなく、惑星探査計画に利用する可能性も検討された。1980年代から90年代初頭には、スペースシャトルの数回の飛行で、宇宙ステーション建設技術の実験や実証を行うための船外活動が行われた。最初の基本設計を決定した後、さらに幅広い検討が行われ、宇宙ステーションの大きさと費用は増大した。

### パワータワー (1984年)
1984年4月、ジョンソン宇宙センター内に新設された宇宙ステーション計画事務所は、今後の計画の基本として用いられる、最初のリファレンスコンフィギュレーション（叩き台として使われる基本設計）を策定した。ここで選ばれたのは中央のキール（基礎となる骨組み）の下端に5つのモジュール、上端に関節を持つ太陽電池パネルを取り付け、サービスベイ（衛星などの組立や整備を行う施設）も有する「パワータワー」と呼ばれる案だった。1985年4月、NASAは定義検討作業と予備設計を発注し、建設費の増加と長期的な運用経費の削減を比較してトレードオフが行われた。

### 2重キール設計 (1986年)
1986年3月、システム要求検討会議で、より良い微小重力環境が得られるようにモジュールをトラス中央の重心に近い場所に移し、2組の大きなキールでトラス構造の量を増加した「2重キール "Dual-Keel"」設計に構成を修正した。国際協力体制が組織されたので、アメリカの研究モジュールは2つから1つに減らされ、代わりにヨーロッパと日本のモジュールの設置場所が加えられた。さらに、設計の無駄を改善するために全面的な「洗い落とし "scrubbed"」作業が行われ、多くのシステムが修正または削除された。宇宙ステーションに備え付ける予定だった軌道間輸送機は延期され、居住モジュールは8名の乗員が利用するものを1つだけ設置することになった。
1986年5月にNASAは、組立初期段階で乗員が滞在できない状態の宇宙ステーションを、スペースシャトルのドッキング中に作業を行うことで研究活動に利用できるようにする組立計画を作成した。この状態は「訪問(man-tended)宇宙ステーション」とも呼ばれた。
スペースシャトルチャレンジャー号の事故の後、宇宙ステーションの有効性と安全性を再評価し、設計を見直すために、評価決定作業チームが編成された。「チャレンジャー事故後」に検討された安全対策を踏まえ、細部設計や組立手順の変更を考慮しつつ、2重キール設計を使うかどうかが検討された。ジョンソン宇宙センターは、宇宙ステーションの組立に必要な船外活動の量と、チャレンジャー事故後の安全策のためにシャトルの輸送能力が低下していることに懸念を表明した。
1986年9月に、「チャレンジャー事故後」の基本計画を踏まえた、計画費用見直し報告書が作成された。この報告は、NASAが確実な根拠を持って費用とスケジュールを確定することを目的としていた。報告書では、2重キール構成の費用は182億米ドル（1989年の価値）で、初回要素打ち上げ（first-element launch: FEL）の時期が当初の1993年1月から、1994年1月にずれ込むことが明らかになった。

### 修正基本構成 (1987年)

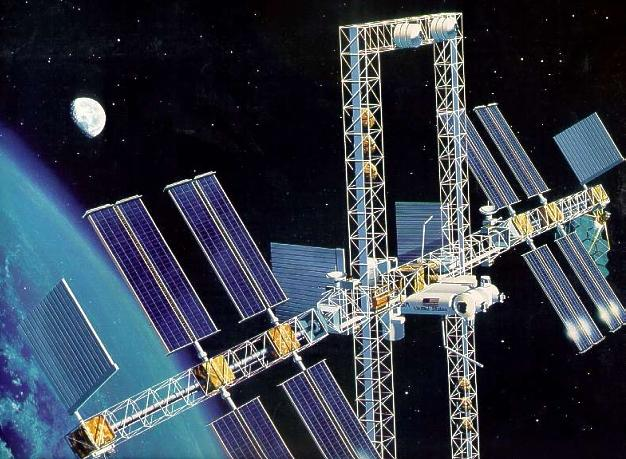
修正基本構成(1987年)　2重キール構成が完成した状態の予想図。太陽電池パドルやラジエータの構成は、後のISSとほとんど同じになっている

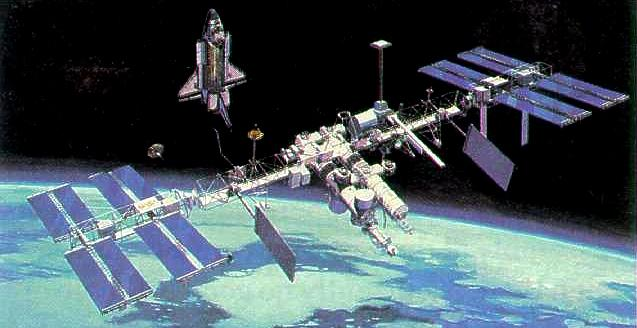
2重キール構成が無いバージョン

1986年後半、2重キール構造の見直しと平行して、NASAはより安上がりな新しい基本構成の検討を行った。この設計は、まずモジュールを中心としたスカイラブのような宇宙ステーションを建設し、段階的に2重キール構成へ組み立てていくというものだった。このアプローチは、2つの段階に分かれていた。第1段階では、中央部のモジュールと横方向のトラスを設置するが、枠のようなキールは設置しない。太陽電池パネルは75kW以上の電力が確保できるよう取り付けられるが、極軌道プラットフォームと軌道上作業場の設置はさらに延期された。報告書は、費用を抑えて否定的影響を最小にすることで、計画は実行可能になったと結論付け、新たな計画を修正基本構成と名付けた。新計画の開発費は153億米ドル（1989年の価値）で、FELは1994年の第一四半期を予定する。この計画は1987年9月に国家科学研究委員会で承認され、2段階の設計を決定する前に長期的な国家目標を定めるよう勧告された。
1986年から1987年にかけて、アメリカの宇宙計画には様々な検討が加えられ、宇宙ステーションにも影響を与えた。彼らは、修正基本計画をさらに縮小するよう勧告した。そのうちの1つは、4人の搭乗員が180日間滞在するようにして、運用や補給のために飛行するスペースシャトルを年間5便とすることだった。

### フリーダム (1988年) からアルファ (1993年)へ
1988年9月、NASAは最終的な宇宙ステーション開発計画の、10年間の契約を締結した。計画はようやく、実際に機材を製造する段階に移行した。フリーダム宇宙ステーションの設計は1989年の後半に微修正され、1990会計年度の予算は20億5000万米ドルから17億5000万米ドルに削減された。
度重なる予算削減で、最初の打ち上げは1年延期され、1995年3月になった。宇宙ステーションが恒久的に有人化されるのは1997年、完成は1998年になった。
1990年、宇宙開発イニシアチブにおいて、宇宙ステーション建設計画はフリーダムと命名された。
1990年に、フリーダムの重量は予定を23%超過し、費用も増加して、組立は困難になり、一方で電力供給は充分でないことが判明して、計画は混乱した。1990年10月、議会は1991年度予算を25億ドルから19億ドルに削減するよう、再設計(redesign)を要求した。NASAは1991年3月に、宇宙ステーションの新しい設計を公表した。
フリーダム計画の費用超過と、ロシアの財政問題から、NASAはNPOエネルギアのミール2を利用することになった。1993年11月、フリーダムとミール2、ヨーロッパと日本のモジュールは、1つの「国際宇宙ステーション」に統合された。

## 計画凍結
NASAが宇宙ステーションの費用を過小に見積もったことと、アメリカ議会が計画に充分な資金を拠出することに乗り気でなかったことから、フリーダムの設計と建設は定期的な見直しと再検討を受け、さらに遅れた。1984年から1993年にかけて7回の大きな設計変更があり、そのたびに容量や能力が減らされていった。開始から10年経っても、レーガンが予想したようなフリーダム宇宙ステーションは完成しないどころか、未だに宇宙ステーションを建設するためにスペースシャトルが打ち上げられたことすらなかった。
1993年までに、フリーダムは政治的に前進していなかった。アメリカの政権が交代し、議会は宇宙ステーションにこれ以上の資金を注ぎ込むことに嫌気がさしていた。さらに、宇宙ステーションには未解決の問題があった。再設計により科学研究能力の大半は削除され、宇宙開発競争はソ連の脱落で幕を閉じた。NASAはクリントン大統領にいくつかの提案を行ったが、依然としてそれらはこれまでと同様、あまりにも高価だった。1993年6月、アメリカ下院で宇宙ステーション計画を中止する法案が、わずか1票差で否決された。同年10月、NASAとロシア連邦宇宙局は、双方の計画を一体化して国際宇宙ステーションとすることに合意した。
フリーダム計画が縮小され、アルファと呼ばれるようになる頃には計画は軌道に乗り、多くの構成要素の設計が完了し、実際に飛行する機材が製造されたが、乗員帰還機など一部の機材の開発は中止された。

## 国際宇宙ステーションへ

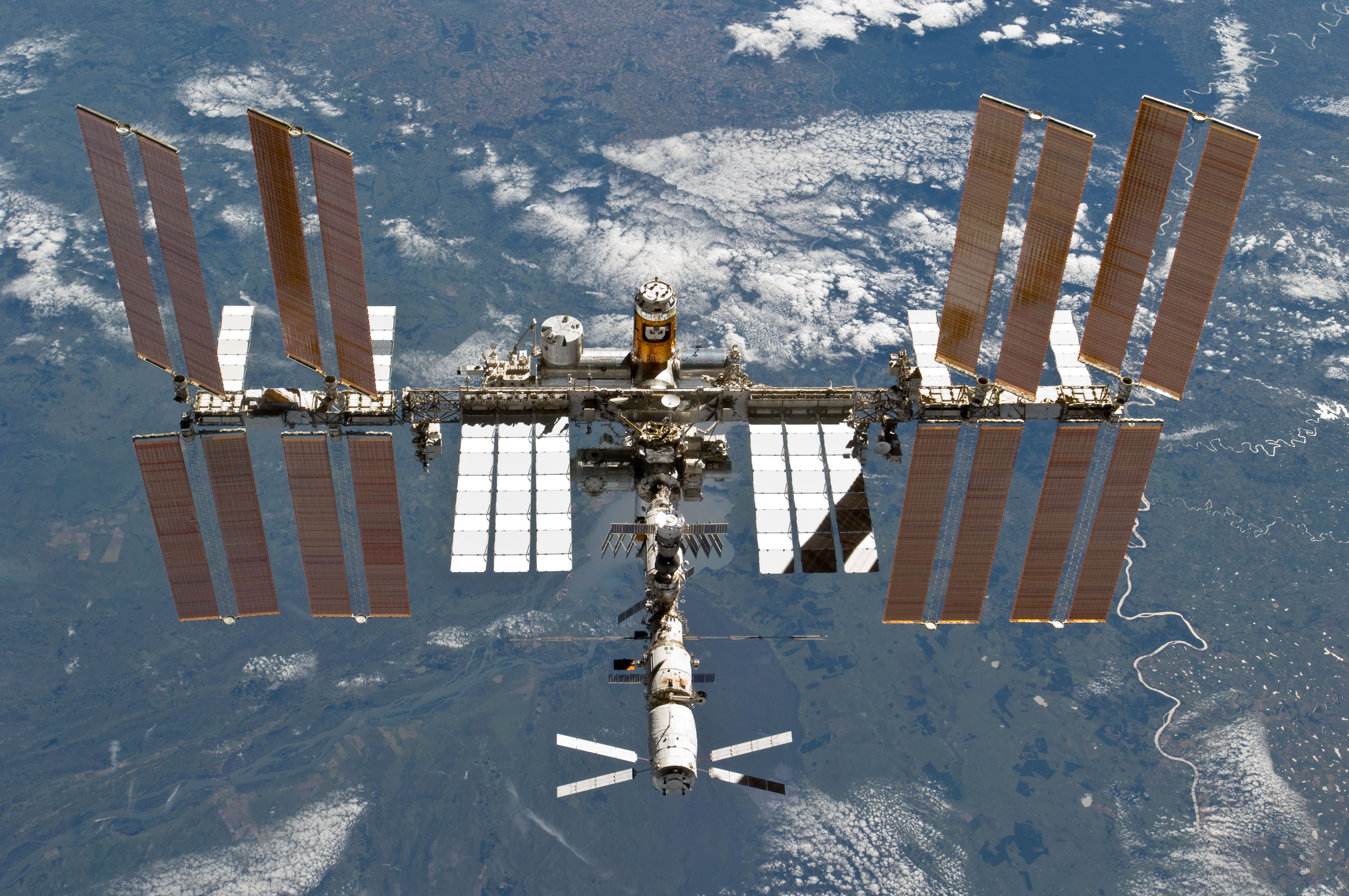
2011年3月の国際宇宙ステーション。船首側の金色はこうのとり、船尾側のバツ字は欧州補給機。

1993年、クリントン政権はフリーダム計画を国際宇宙ステーション計画（ISS）に変更することを発表した。ダニエル・ゴールディンNASA長官は、ロシアの計画参加を監督した。縮小した予算に合わせて、宇宙ステーションの床面積は47平方メートルから33平方メートルへ縮小し、NASAが提供する部分の滞在人数は7名から3名に減らされ（最終的には6名まで増加する）、機能も削減された。